# Culture du Turkménistan
 (avril 2017).

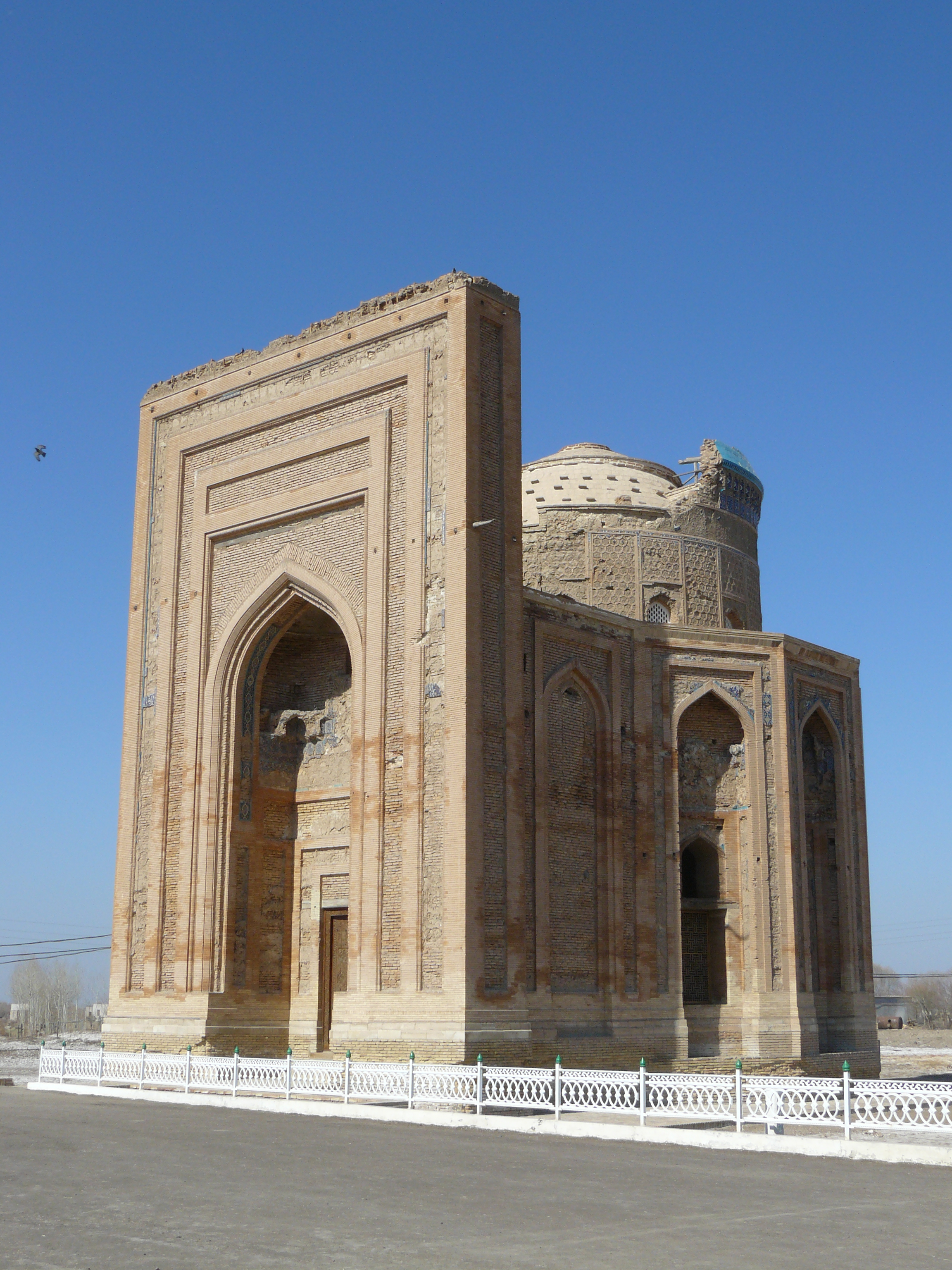
Le mausolée de Turabek Hanym (Kounia-Ourguentch)

La culture du Turkménistan, pays de l'Asie centrale, désigne d'abord les pratiques culturelles observables de ses habitants (6 000 000, estimation 2020, contre une population estimée à 1 000 000 en 1926).
La culture du Turkménistan, comme celles des autres républiques d'Asie centrale, s'est enrichie à la fois des apports russes et orientaux. Elle est en outre fortement imprégnée d'une longue tradition nomade.

## Langues et populations
Histoire, géographie, démographie et économie sont à l'origine d'une riche diversité culturelle.

### Langues
- Langues au Turkménistan, Langues du Turkménistan
  - Turkmène (70-72 %), Alphabet turkmène, (Langues turciques), langue officielle et courante
  - Russe (12 %), (Langues indo-européennes), (administration, affaires, travail)
  - Ouzbek (9 %) (Langues turciques, Langues altaïques)
  - Autres (7 %) : 
    - Langues turciques (Langues altaïques) : kazakh, tatar, bachkir, karakalpak, tchouvache, ouïghour, azéri, kirghize, (chagataï)
    - Langues mordves : erzya
    - Langues nakho-daghestaniennes : lezghien, oudi, géorgien, lak, dargwa, avar, tchétchène, tabassaran
    - Langues indo-européennes : tadjik, sistani (en), arménien, baloutchi, biélorusse, ossète, bulgare, roumain, persan, polonais, ukrainien, pachto, kurmandji
    - Autres : dont brahoui, coréen, (yiddish), mari, doungane, letton

  - Anglais (hôtellerie, tourisme)

Le Turkménistan compte près de 6 millions d'habitants (estim. 2020) qui sont en majorité musulmans (89 %). Ce sont pour la plupart des Turkmènes (85 % en 2003). 
La langue officielle du pays est le turkmène, une langue turcique de la famille des langues altaïques.
Depuis 1997, le turkmène s'écrit en alphabet turkmène (arabo-turc), après l'avoir été avec alphabet arabe, alphabet latin (1940), alphabet cyrillique.

### Populations
- Démographie du Turkménistan
- Groupes ethniques au Turkménistan (estimation 2012)
  - Turkmènes (4 500 000, 85 %)
  - Ouzbeks (260 000, 6 %),
  - Russes du Turkménistan, Russes (200 000, 5 %)
  - Autres (3 %)
    - Ali Ili (en), Armenians in Central Asia (en) (30 000), Azerbaijanis in Turkmenistan (en) (30 000), Beluch (en) (100 000), Chowdur, Karakalpaks (3 000 bonnets noirs), Kazakhs (?), Koryo-saram (3 000), Kurds in Turkmenistan (en) (6 000), Turks in Turkmenistan (en) (13 000), Yomut (?)
- Diaspora turkmène ;
- Expatriation au Turkménistan :
- Réfugiés au Turkménistan :
- Autres
  - Demographics of Central Asia (en)
  - Histoire de l'Asie centrale
  - Migrations indo-iraniennes
  - Turkic migration (en)
  - History of the Jews in Central Asia (en)
  - Expatriation au Turkménistan[2],[3],[4]
  - Réfugiés au Turkménistan[5]

## Traditions

### Religion(s)
- Religion au Turkménistan, Catégorie:Religion au Turkménistan
- Islam au Turkménistan (89-93 %), Islam in Central Asia (en)
  - Sunnisme majoritaire
  - Chiisme minoritaire
- Autres spiritualités (< 9 %, estimation 2015)
  - Christianisme au Turkménistan (< 8 %)
    - Orthodoxie orientale au Turkménistan (en) (< 5 %) , Église apostolique arménienne
    - Protestantisme au Turkménistan (en), Union des Églises évangéliques-luthériennes
    - Église adventiste du septième jour, Église néo-apostolique, Église chrétienne de l'Évangile du Turkménistan et Église de la lumière de l'Est (Pentecôtisme, Dashoguz), Témoins de Jéhovah
    - Catholic Church in Turkmenistan (en), Mission sui juris du Turkménistan (catholicisme)

  - Baksylyk, chamanisme islamisé[6],[7], Chamanisme en Asie centrale (en), Tengrisme
  - Bahá'í Faith in Turkmenistan (en)
  - Bouddhisme (?)
  - Hinduism in Turkmenistan (en) (600 ?), Sikhisme (?), Association internationale pour la conscience de Krishna (?)
  - Zoroastrisme (?)
  - Judaïsme (?), Histoire des Juifs au Turkménistan,
- Freedom of religion in Turkmenistan (en)[8],[9]
- Incroyants, agnosticisme, athéisme, indifférence... (< 2 % ?)

### Symboles
- Symboles nationaux du Turkménistan
  - Emblème du Turkménistan
  - Hymne national turkmène
- Ordres, décorations, récompenses au Turkménistan (?)
- Héros national du Turkménistan
- Devise nationale : non
- Emblème végétal : non
- Emblème animal : cheval Akhal-Teké
- Père de la Nation : non
- Figure allégorique nationale : non
- Épopée nationale : Livre de Dede Korkut, Oghuz-nameh, Alpamych, Kutadgu Bilig
- Poète national : Magtymguly Pyragy (1724-1807c)
- Costume national : Central Asian clothing (en), Chapan (en)
- Plat national : Riz pilaf

### Folklore
- Tradition orale[10]
- Contes, comptines, chants, proverbes...
- Histoires d'animaux...
- World of Turkmenbashi Tales (en) (parc à thème)

### Croyances
- Art divinatoire, Bibliomancie, Fāl-Nāma (de)

### Mythologie
- Mythologies d'Asie centrale[11]

### Fêtes
- Jours fériés au Turkménistan
- Day of Neutrality (en)
- Independence Day (Turkmenistan) (en)
- Melon Day (en)
- Renaming of Turkmen months and days of week, 2002 (en)
- Norouz

## Société
- International rankings of Turkmenistan (en)
- Pastoralisme nomade

### Famille
- Women in Turkmenistan (en)[12]
- Mariage par enlèvement, Ala Kachuu (Kirghizistan)
- Violence domestique au Turkménistan (à créer)

### Éducation
- Système éducatif au Turkménistan[13]
- École internationale d'Ashgabat (en)
- Liste des universités au Turkménistan (en)
- Académie des arts du Turkménistan
- Institut Français du Turkménistan [14]

### Droit
- Droits de l'homme au Turkménistan
- Droits LGBT au Turkménistan
- Human trafficking in Turkmenistan (en)
- Prostitution au Turkménistan
- Pornography in Turkmenistan (en)
- Capital punishment in Turkmenistan (en)

### État
- Politique au Turkménistan
- Magtymguly Pyragy (1724-1907c), Magtymguly International Prize (en)
- Patriotisme ou nationalisme[15],[16]
- Sur le site d'Amnesty International
- Histoire de l'Asie centrale, Histoire du Turkménistan :
  - Scythes, Transoxiane, Royaumes indo-grecs, Empire kouchan
  - Paniranisme, Monde iranien, Grand Khorassan
  - Touranisme, Organisation des États turciques (Azerbaïdjan, Kazakhstan, Kirghizistan et Turquie depuis 2009)
  - Central Asian Union (en) (projet CAU XXIe siècle) : Kazakhstan, Kirghizistan, Ouzbékistan, Tadjikistan, Turkménistan

## Arts de la table
- Arts de la table au Tadjikistan (ébauche)

### Cuisine(s)
- Cuisine turkmène

## Santé
- Santé au Turkménistan
- Protection sociale

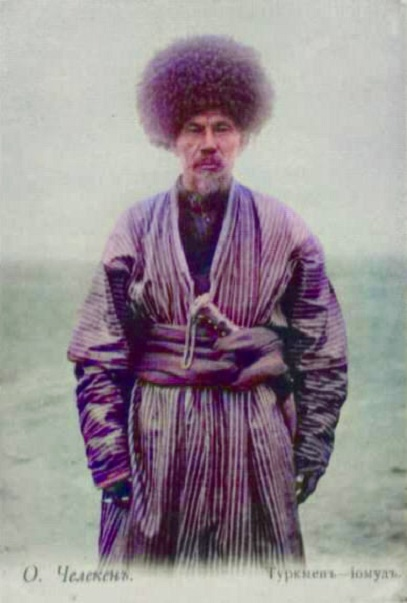
Un Yomut Turkmen en habit traditionnel, début du XXe siècle.

- Public health problems in the Aral Sea region (en)
- Accès à l'eau potable
- Médecine traditionnelle, Médecine non conventionnelle
- Médecine arabe au Moyen Âge
- Plante médicinale
- Guérisseur, Chaman

### Activités physiques
- Agriculture, élevage, pastoralisme, nomadisme
- Race emblématique de cheval de selle Akhal-Teke

### Sports traditionnels
- Lutte libre
- Grappling, Gouchti, Bhimcencce, Goutzanguiri
- Jeux de l'Asie centrale, Jeux mondiaux nomades
- Kok-borou

### Sports
- Sport au Turkménistan, Sport au Turkménistan (rubriques)
  - alpinisme, escalade, sports d'hiver, ski
  - athlétisme, course
  - basket-ball, cricket, football, handball, rugby, volleyball, tennis
  - plongée, natation, sports aquatiques
- Sportifs turkmènes
- Fédération du Turkménistan de basket-ball
- Comité national olympique du Turkménistan
- Turkménistan aux Jeux olympiques
- Turkménistan aux Jeux paralympiques
- Jeux de l'Asie centrale

### Arts martiaux
- Liste des arts martiaux et sports de combat
- Gouchti, Bhimcencce, Goutzanguiri
- Boxe, judo, lutte, taekwondo
- Haltérophilie

## Média
- Médias au Turkménistan (en), Média au Turkménistan (rubriques)
- Telecommunications in Turkmenistan (en)
- Journalistes au Turkménistan
- Censure au Turkménistan[17],[18]

### Presse
- Liste de journaux au Turkménistan (en)
- Liste de magazines au Turkménistan (en)

### Radio
- Radio au Turkménistan (en)
- Radio Free Europe

### Télévision
- Television in Turkmenistan (en)

### Internet (.tm)
- Turkmenportal (en), en turkmène, russe et anglais
- Information en ligne
- Sites
- Blogueurs
- Site Turkmen news[19], en russe et en anglais, dont Alternative Turkmenistan News (ATN)

## Littérature
- Littérature turkmène, Littérature turkmène (rubriques)
- Livres turkmènes, dont
  - Livre de Dede Korkut
  - Turkmen Soviet Encyclopedia (en) (1974-1989)
  - Ruhnama (tome 1 : 2001, tome 2 : 2004) (Saparmyrat Nyýazow)
- Écrivains turkmènes, dont 
  - Magtymguly Pyragy (1724/1730-1800/1807), poète, soufi
  - Mämmetweli Kemine (1770-1840c), poète satirique
  - Berdy Kerbabayev (1894-1974)
- Liste de poètes en langages turcs
- Bibliothèques : Mary Library (en), National Library of Turkmenistan (en)
- Kourroglou (1843), roman de George Sand

Peu d'écrivains turkmènes se sont fait connaître en dehors de leurs frontières. Un écrivain contemporain connu est Nurmyrat Saryhanov (1906-1944), originaire de Gökdepe.
Le Livre de Dede Korkut est une fable épique (ou dâstân, du farsi داستان , histoire) fort renommée, composée vers le VIIIe siècle. Des versions en turc et en turkmène nous sont parvenues. Le prix littéraire de l'année 2000 a été attribué à cette œuvre par l'UNESCO, à l'occasion du 1300e anniversaire de cette composition.
- épopée de Manas
- épopée de Kojojash
- épopée de Koroghlou

## Artisanats
- Arts appliqués, Arts décoratifs, Arts mineurs, Artisanat d'art, Artisan(s), Trésor humain vivant, Maître d'art
- Artisanats par pays
- Art des steppes
- Arts de l'islam
- Art turkmène

Les savoir-faire liés à l’artisanat traditionnel relèvent (pour partie) du patrimoine culturel immatériel de l'humanité. On parle désormais de trésor humain vivant.
Mais une grande partie des techniques artisanales ont régressé, ou disparu, dès le début de la colonisation, et plus encore avec la globalisation, sans qu'elles aient été suffisamment recensées et documentées.

### Textiles, cuir, papier
- Laine
- Central Asian clothing (en)
- Suzani
- Route de la soie
- Motif décoratif de la rose : Gul (design) (en)

#### Tapis

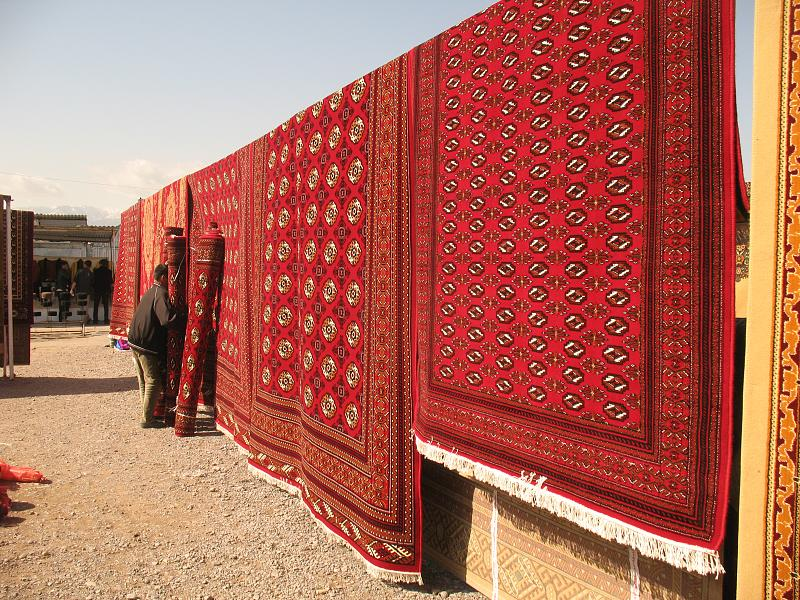
Tapis sur un bazar d'Achgabat.

- Musée national du tapis (Achgabat)
- Tapis turkmène
- Tapis yomut (en)
- Asmalyk
- Tush kyiz (en)
- Djadjim (de)
- Hatschlu (de)
- Habillement en Asie centrale (en)

### Bois, métaux
- Travail du bois, mobilier...
- Travail des métaux

### Poterie, céramique, faïence
- Poterie turkmène
- Céramique ancienne[20]

### Joaillerie, bijouterie, orfèvrerie
- Bijoux turkmènes

## Arts visuels
- Art du Turkménistan, Arts d'Asie centrale
- Art turkmène, Arts de l'Islam
- Complexe archéologique bactro-margien
- Académie des arts du Turkménistan
- Liste de musées au Turkménistan (en), Musée des Beaux-Arts du Turkménistan (en) (1972)

### Dessin
- Pétroglyphes d'Asie centrale[21] (Luc Hermann[22])

### Peinture
- Peinture d'Asie centrale[23]
- Peinture monumentale d'Asie centrale soviétique[24]
- Arts asiatiques au Musée Guimet[25]
- Peintres turkmènes : Husein Huseinov, Amangeldy Hydyr, Olga Mizgireva, Byashim Nurali

### Sculpture
- Art sous-représenté en Asie centrale, avec quelques exceptions anciennes
  - Ilgynly-depe[26]
  - Altyn-depe[27],[28], Namazga-depe[29]
  - Merv
- XXe siècle - XXIe siècle
  - Ataev Nurmuhammet et ses chevaux Akhal-Teke
  - Madakov Edi (Ouzbékistan)
  - Zeinab Salem
  - Sculptures en plein air au Turkménistan, Buste de Pouchkine à Achgabat

### Architecture
- Pastoralisme nomade
- Yourte
- Sites archéologiques au Turkménistan
- Bactria-Margiana Archaeological Complex (en)
- Art timouride

## Arts du spectacle
- Spectacle vivant, Performance, Art sonore
- Ambassade de France au Turkménistan
- Salles de spectacle : 
  - Awaza Convention Center (en)
  - Turkmenistan Cultural Centre (en) (2007)
  - Main Drama Theater (Ashgabat) (en) (2005)
  - Magtymguly Musical and Drama Theater (en) (2003)
  - Mollanepes Student Theater (en) (1929, 1958)
  - State Russian Drama Theatre named after Pushkin (en) (1926)
  - Turkmen National Theatre of Youth (en) (2006)
  - Turkmen Puppet Theatre (en) (2005)

### Musique

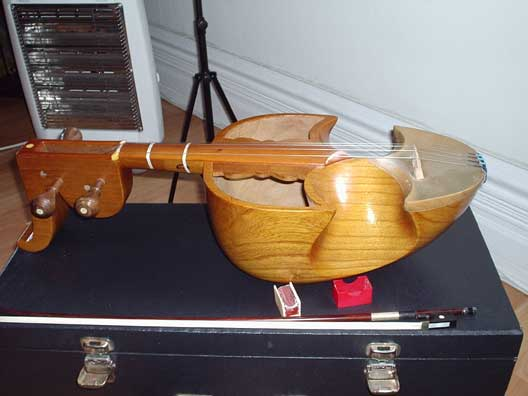
Un ghaychak

- Musique turkmène, Musique turkmène (rubriques)[30]
- Conservatoire National Turkmène (en)
- Instruments de la musique turkmène (rubriques)
- Récitation coranique, Hafiz
- Sitologie[31],[32]

### Danse en Asie centrale
- Liste de danses, Danse traditionnelle
  - List of national dances (en), List of ethnic, regional, and folk dances by origin (en)
  - List of dance style categories (en), Novelty and fad dances (en)
  - Danse en Azerbaïdjan, danses azerbaïdjanaises
  - Dance in Uzbekistan (en)
  - Danse au Tadjikistan[33]
    - Festival de musique et de danse du Pamir, Roof of the world, à Khorog (Gorno-Badakhshan, Haut-Badakhchan), en 2016[34]
    - Badakhshan Ensemble [35]
    - Malika Sobirova (en) (1942-1982)
- Kushtdepdi[36], rite chanté et dansé

### Théâtre en Asie centrale
Diverses formes de théâtre ont existé et existent encore en Asie centrale, mais les informations manquent.
- Salles de spectacles de scène
  - Main Drama Theater (Ashgabat) (en) (2005)
  - Magtymguly Musical and Drama Theater (en) (2003)
  - Mollanepes Student Theater (en) (1929, 1958)
  - State Russian Drama Theatre named after Pushkin (en) (1926)
  - Turkmen National Theatre of Youth (en) (2006)
  - Théâtre de Mary (ex-Merv)
- Le grand théâtre de Douchanbé (Tadjikistan)[37].
- Soukhrob Mirsoëv, directeur de l'Union des personnalités de théâtre au Tadjikistan
- (en) Simon Tordjman, Une introduction au théâtre  actuel en Asie centrale et en Afghanistan, 2006 (IETM, International network for contemporary performing arts)[38]

### Autres arts de scène en Asie centrale: marionnettes, mime, pantomime, prestidigitation
- Cirque d'état turkmène (en)
- Turkmen Puppet Theatre (en) (2005)
- Théâtre de marionnettes Loukhtak, à Douchanbé
- Arts de la marionnette au Turkménistan sur le site de l'Union internationale de la marionnette
- Marionnettes d'Ouzbékistan
- Spectacle de marionnettes au Théâtre Skazka, à Abakan (Khakassie, proche Sibérie

### Cinéma
- Cinéma turkmène, Cinéma turkmène (rubriques)
- Réalisateurs turkmènes
- Films turkmènes, List of Turkmenistan films (en) (13 au 03/04/2017)
- Cinéma d'Asie centrale : Cinéma kazakh, Cinéma kirghiz, Cinéma ouzbek, Cinéma tadjik,Cinéma turkmène
- Didor International Film Festival (en)
- Central Asian and Southern Caucasus Film Festivals Confederation (en)

### Autres
- Cultures urbaines, Art urbain
- Art vidéo, Art numérique
- Jeu vidéo, Industrie vidéoludique

## Tourisme
- Tourisme au Turkménistan (en) (à créer), Tourisme au Turkménistan (rubriques)
- Sur WikiVoyage
- Témoignages de voyageurs
  - Le Turkestan russe (1895)
  - XXIe siècle[39]
- Conseils aux voyageurs pour le Turkménistan :
  - France Diplomatie.gouv.fr
  - Canada international.gc.ca
  - CG Suisse eda.admin.ch
  - USA US travel.state.gov

## Patrimoine

### Musées
- Liste des musées au Turkménistan[40]
- Musée national d'histoire d'Achgabat
- Musée national du tapis (Achgabat)

### Liste du Patrimoine mondial
Le programme Patrimoine mondial (UNESCO, 1971) a inscrit dans sa liste du Patrimoine mondial (au 12/01/2016) : Liste du patrimoine mondial au Turkménistan, dont
- - le site archéologique de Kounia-Ourguentch,
  - le Parc national historique et culturel de l’« Ancienne Merv »,
  - les forteresses parthes de Nisa.

### Liste représentative du patrimoine culturel immatériel de l’humanité
Le programme Patrimoine culturel immatériel (UNESCO, 2003) a inscrit dans sa liste représentative du patrimoine culturel immatériel de l’humanité :
- 2015 : Le chant épique Görogly[41],
- 2017 : le rite chanté et dansé de Kushtdepdi[42].

### Filmographie
- Karakoum, la civilisation des oasis, film réalisé par Marc Jampolsky, CNRS Diffusion, Meudon ; Arte (diff.), 2004, 52 min (VHS)
- Les secrets du Karakoum, film de M. Jampolsky, Gedeon Programes, Saint-Ouen, 2004, 52 min (DVD)